# Zierliche Deutzie
Die Zierliche Deutzie (Deutzia gracilis) ist ein kleiner Strauch mit weißen Blüten aus der Familie der Hortensiengewächse (Hydrangeaceae). Das natürliche Verbreitungsgebiet der Art liegt in Japan. Sie wird aufgrund ihrer dekorativen Blüten häufig als Zierstrauch verwendet. Sie ist auch unter dem Namen Maiblumenstrauch bekannt.

## Beschreibung

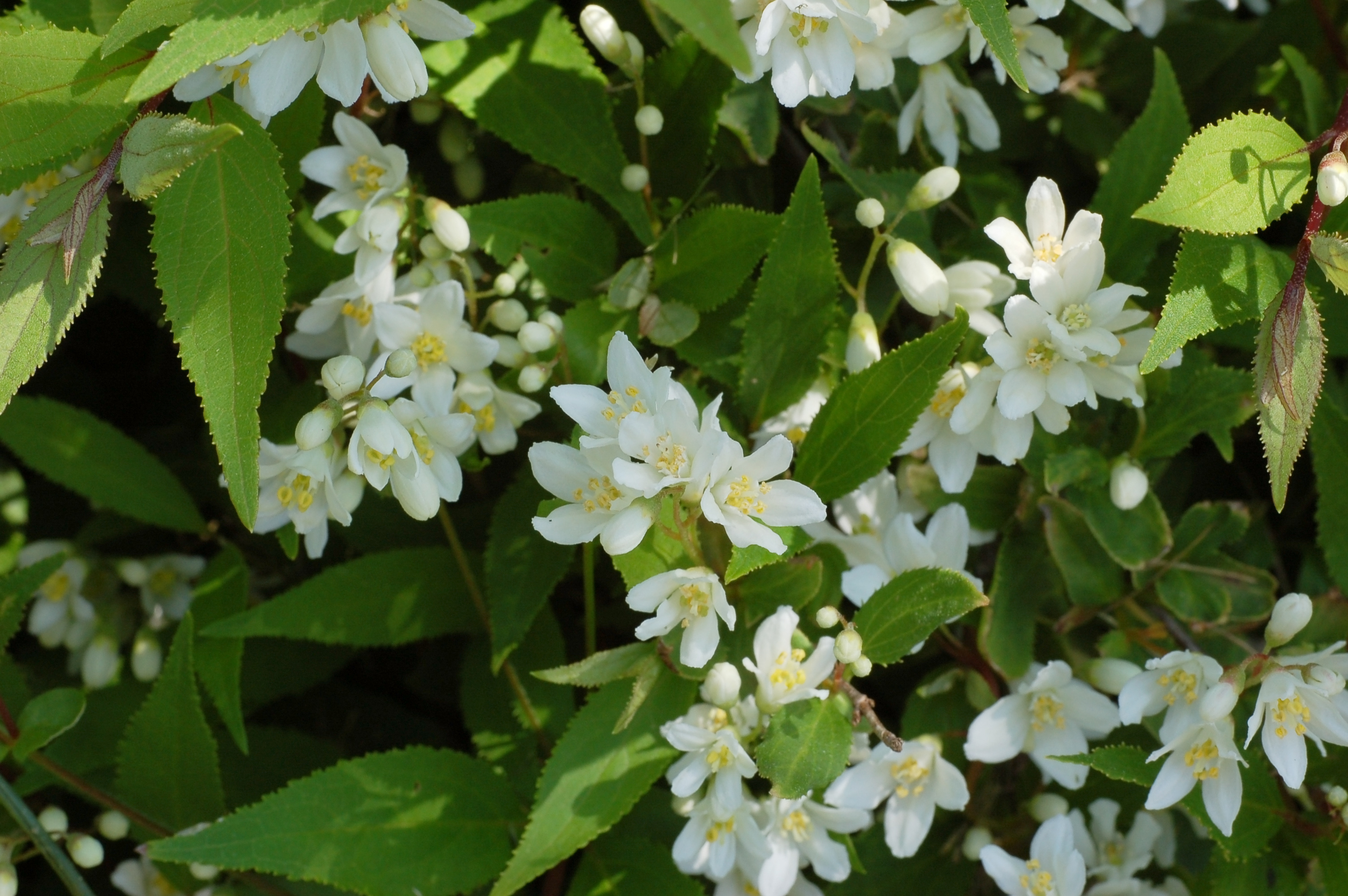
Blätter und Blüten der Sorte 'Nikko'

Die Zierliche Deutzie ist ein bis zu 1,5 Meter hoher, breit aufrechter, buschiger und feinzweigiger Strauch. Blüten tragende Zweige sind braun, 5 bis 17 Zentimeter lang, kahl und meist vierblättrig. Die Laubblätter haben einen 2 bis 4 Millimeter langen Stiel. Die Blattspreite ist hellgrün, einfach, lanzettlich, oval-lanzettlich oder breit eiförmig-lanzettlich, 3 bis 4,5 Zentimeter lang und 1 bis 1,2 Zentimeter breit, lang zugespitzt, mit keilförmiger Basis und fein gesägtem Rand. Es werden drei oder vier Nervenpaare gebildet. Die Blattoberseite ist mit drei- oder vierstrahligen Sternhaaren besetzt, die Unterseite mit vier- oder fünf-, selten sechsstrahligen angedrückten Sternhaaren.
Die Blütenstände sind 8 bis 12 Zentimeter lange, aufrechte Trauben oder schmale Rispen aus 12 bis 25 Blüten mit kahler Blütenstandsspindel. Der Blütenstiel ist dünn und 5 bis 10 Millimeter lang. Der Blütenbecher ist 2,5 bis 3 Millimeter lang bei einem Durchmesser von etwa 2,5 Millimeter. Die Kelchzipfel sind 1,5 Zentimeter lang, eiförmig bis eiförmig-dreieckig, kahl oder locker behaart. Die Kronblätter überlappen sich dachziegelartig, sie sind weiß, 10 bis 12 Millimeter lang und 4 bis 6 Millimeter breit, länglich bis länglich-lanzettlich. Die äußeren Staubblätter sind 5 bis 6 Millimeter lang, mit zweizähnigen oder pfriemlichen und ungezähnten Staubfäden und gestielten, eiförmigen Staubbeuteln. Alle inneren Staubblätter sind zweizähnig. Die drei Griffel sind gleich lang oder etwas länger als die äußeren Staubblätter. Die Kapselfrüchte sind halbkugelförmig und haben Durchmesser von etwa 5 Millimeter. Die Zierliche Deutzie blüht in Ostasien von März bis April, in Mitteleuropa von Mai bis Juni.
Die Chromosomenzahl beträgt 2n = 26.

## Vorkommen und Standortansprüche
Das natürliche Verbreitungsgebiet liegt auf den japanischen Inseln Honshū, Kyushu und Shikoku. Die Zierliche Deutzie wächst in kühlfeuchten Wäldern und auf Strauchflächen auf durchlässigen, frischen bis feuchten, sauren bis neutralen, sandig- oder kiesig-humosen Böden an sonnigen bis lichtschattigen Standorten. Die Art ist meist frosthart, meidet jedoch kalkhaltige Untergründe.

## Systematik
Die Zierliche Deutzie (Deutzia gracilis) ist eine Art aus der Gattung der Deutzien (Deutzia). Sie wird in der Familie der Hortensiengewächse (Hydrangeaceae) der Unterfamilie Hydrangeoideae und der Tribus Philadelpheae zugeordnet. Die Art wurde 1835 von Philipp Franz von Siebold und Joseph Gerhard Zuccarini erstmals wissenschaftlich beschrieben. Das Artepitheton gracilis kommt aus dem Lateinischen und bedeutet „dünn“ oder „zierlich“.

## Verwendung

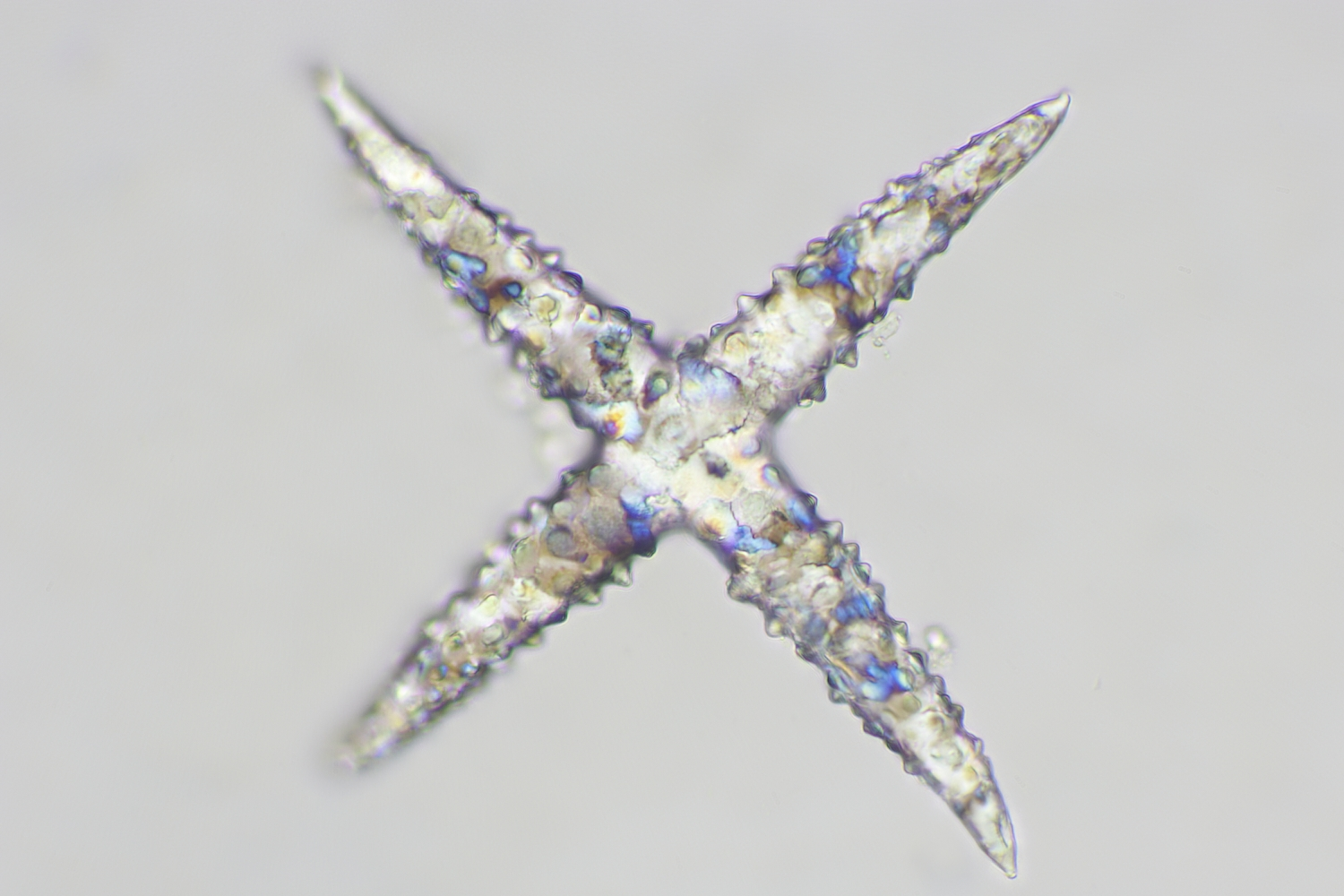
Deutzia gracilis, Sternhaar, 40er Objektiv, polarisiertes Licht

Die Zierliche Deutzie wird aufgrund ihrer dekorativen Blüten häufig als Zierstrauch verwendet.

## Nachweise